# Nemapogon fungivorella
Nemapogon fungivorella is een vlinder uit de familie echte motten (Tineidae). De wetenschappelijke naam is voor het eerst geldig gepubliceerd in 1939 door Benander.
De soort komt voor in Europa.